# Szabadkígyós
Szabadkígyós è un comune dell'Ungheria di 3 023 abitanti (dati 2001) . È situato nella contea di Békés.